# Karin Widerberg
Karin Widerberg, född 15 november 1949 i Malmö, är en svensk rättssociolog.
Widerberg, som är dotter till försäljare Tage Widerberg och Astrid Nelander, blev filosofie kandidat vid Lunds universitet 1971, filosofie doktor 1978 (första doktorsexamen i rättssociologi i Sverige), var assistent vid rättssociologiska institutionen i Lund 1976–1979, forskarassistent där 1979–1983, förstelektor i rättssociologi vid universitetet i Oslo 1983–1988, forskningsledare vid Senter for kvinneforskning där 1988–1990, professor i rättssociologi i Oslo 1990–1991 och i sociologi i Oslo från 1992.
Widerberg var projektledare för Forum för kvinnliga forskare och kvinnoforskning i Lund och styrelseledamot 1978–1983. Hon har författat skrifter inom områdena kvinnoforskning och rättssociologi, Kvinnor, klasser och lagar i Sverige 1750–1980 (doktorsavhandling 1980), Rätten i samhällsbyggandet (tillsammans med Per Stjernquist, 1980, 1985), Kvinnoreformer på männens villkor (tillsammans med Catharina Calleman, Lena Lagercrantz, Ann Petersson, 1984) och artiklar i bland annat Kvinnovetenskaplig tidskrift.